# منهجية سياسية
المنهجية السياسية عبارة عن حقل فرعي من العلوم السياسية يستخدم لدراسة الأساليب الكمية المستخدمة لدراسة السياسات. وهو يجمع بين الإحصاء والرياضيات والأساليب التجريبية والنظرية الرسمية. وغالبًا ما يتم استخدام المنهجية السياسية في أبحاث الموضوعية مقارنة بالأبحاث المعيارية.

## وصلات خارجية
- The Society for Political Methodology's homepage
- Paul Hensel's Political Methodology Page